# Brúixola política
|  | No s'ha de confondre amb Espectre polític. |

Bruíxola o espectre polític en català que segueix els principis del lloc web The Political Compass.

La brúixola política o compàs polític és un model d'autoavaluació política visual que, a partir d'un gràfic senzill de quatre quadrants, permet situar una persona en un rang ideològic. El més popularitzat té l'origen en el lloc web The Political Compass, que utilitza respostes a un conjunt de 62 proposicions per avaluar la ideologia política en un espectre polític amb dos eixos: econòmic (esquerra-dreta) i social (autoritari-llibertari).

## Descripció
Una il·lustració similar va aparèixer a Floodgates of Anarchy; però, el terme brúixola política en anglès (Political Compass) es troba sota protegit sota drets d'autor al web que efectua un qüestionari per avaluar les opinions polítiques en dos eixos: econòmic (esquerra-dreta) i social (autoritarisme-llibertarisme). El lloc inclou a més una explicació del sistema biaxial, uns quants gràfics que ubiquen diverses figures polítiques d'acord amb una estimació i llistes per a cadascuna de les principals orientacions polítiques.
El principi de la brúixola política és que els punts de vista polítics poden ser mesurats en dos eixos separats i independents. L'eix econòmic (esquerra-dreta) mesura les opinions en economia: esquerra es defineix com la defensa que l'economia hauria de funcionar de manera cooperativa i col·lectiva (cosa que pot significar que l'estat regula, però també pot significar algun tipus de comuna), mentrestant, dreta es defineix com la defensa que l'economia ha de deixar-se als mecanismes de regulació del lliure mercat. L'altre eix (autoritarisme-llibertarisme) mesura les opinions socials, apreciant el punt de vista sobre llibertats personals: llibertarisme es defineix com la creença en què les llibertats personals han d'augmentar-se, mentre que autoritarisme es defineix com la creença a la obediència a l'autoritat i la tradició.